# Йичин
Это статья о чешском городе Йичин; возможно, Вас интересует статья о городе Нови-Йичин.
Йи́чин (чеш. Jičín [ˈjɪtʃiːn]) — город в Чехии, в 85 км северо-восточнее Праги, на краю заповедника «Чешский рай». Административный центр района Йичин.

## История
Альбрехт фон Валленштейн приобрёл город в 1621 и планировал сделать его столицей своего герцогства Фридланд. С его смертью в 1634 город попал в руки Рудольфа фон Тифенбаха и стал обычным провинциальным городом.
29 июня 1866 года, в ходе Австро-прусско-итальянской войны, под Йичином состоялось сражение между австро-саксонской армией и прусскими войсками.

## Достопримечательности
- Замок на Вальдштейнской площади
- Иезуитский колледж на площади Свободы
- Водовзводная башня
- Костёл всех Святых
- Часовня святой Магдалины
- Памятник Карлу Гавличку Боровскому
- Памятник магистру Яну Гусу
- Костёл святого Игнатия Лойолы
- Местный музей с галереей (Вальдштейнская площадь)
- Городские бани
- Архиепископство
- Иезуитская больница с аптекой
- Синагога
- Смотровая башня «На Чержовце»
- Статуя святого Вацлава

## Население
| 1869    | 1869    | 1880    | 1880    | 1890    | 1900    | 1900    | 1910    | 1910    | 1921    | 1921    | 1930    |
| ------- | ------- | ------- | ------- | ------- | ------- | ------- | ------- | ------- | ------- | ------- | ------- |
| 6570    | ↗7944   | ↗8071   | ↗9611   | ↗9935   | ↘9759   | ↗11 328 | ↘10 192 | ↗11 899 | ↘10 478 | ↗12 101 | ↘11 034 |
| 1930    | 1950    | 1950    | 1961    | 1961    | 1970    | 1970    | 1980    | 1980    | 1991    | 1991    | 2001    |
| ↗12 664 | ↘12 615 | ↘11 329 | ↗12 193 | ↗13 176 | ↗13 414 | ↘12 581 | ↗16 440 | ↘16 182 | ↗16 803 | →16 803 | ↘16 489 |
| 2001    | 2014    | 2016    | 2017    | 2018    | 2019    | 2020    | 2021    | 2021    | 2022    | 2023    | 2024    |
| →16 489 | ↘16 282 | ↗16 394 | ↗16 448 | ↗16 480 | ↗16 577 | ↗16 717 | ↘16 551 | ↘15 904 | ↘15 871 | ↗16 210 | ↗16 230 |

## Спорт
- Ориентирование — в 1972 году в Йичине проходил четвёртый летний чемпионат мира по ориентированию.

## Города-побратимы
- Вейк-бей-Дюрстеде, Нидерланды
- Кингс-Линн, Великобритания
- Кёнигзее, Германия
- Мартин, Словакия
- Эрбах, Германия